# 布加恆
布加恆（1952年7月7日—），加拿大政治人物，1986年-91年間以卑詩社會信用黨黨員身份擔任卑詩省議會科威恰—馬拉哈特選區議員，2001年-05年間則以卑詩自由黨黨員身份擔任省議會科威恰—萊迪史密夫選區議員，期間曾在省長莊思頓和金寶爾內閣中出任廳長。

## 生平
布加恆曾任卑詩省溫哥華島北科威恰地區議員三年，1979年-87年間則任該區長官。1983年省選，他代表卑詩社會信用黨競逐省議會科威恰—馬拉哈特選區議席，但敗予競逐連任的新民主黨候選人華萊士。他於1986年省選再度競逐該區議席，這次則擊敗新民主黨候選人艾斯丘（Carolyn Askew）當選該區省議員。
1989年10月3日，他與三名黨友質疑省長溫德心的領導作風而退出執政社信黨黨團，以「獨立社會信用省議員」身份在省議會議政。在此之前兩周，社信黨在其穩得議席卡里布選區補選中落敗，布加恆據報因此不滿溫德心表現。他於1990年2月14日重返社信黨黨團；醜聞纏身的溫德心則於1991年4月辭任省長和社信黨黨魁，繼任的莊思頓委派布加恆入閣出任城鎮事務、康樂及文化廳長。
科威恰—馬拉哈特選區於1991年10月省選前解散，布加恆改到新設的科威恰—萊迪史密夫選區競逐連任。然而縱使黨魁更迭，社信黨仍未能扭轉劣勢，在該屆省選敗予新民主黨之餘更落後自由黨，成為省議會第三大黨；布加恆則於科威恰—萊迪史密夫選區不敵新民主黨候選人布玲珠。莊思頓於1992年1月辭任黨魁後，布加恆參與競逐該職。黨魁選舉於1993年11月舉行，他在第三輪投票落後當選的麥卡錫而告落敗。
2001年省選他捲土重來，代表卑詩自由黨在科威恰—萊迪史密夫選區擊敗新民主黨候選人哈欽斯（Rob Hutchins）重返省議會。同年6月他獲省長金寶爾委派入閣，出任技能發展及勞工廳長；2004年12月起他兼任省議會執政黨首席議員。2005年省選他尋求連任，但敗予新民主黨候選人羅力；他其後替科威恰原住民部族進行顧問工作。
在野新民主黨於2007年指控布加恆卸任省議員不足兩年內，不當地代表科威恰部族進行說客活動；卑詩利益衝突專員菲沙（Paul Fraser）於2009年裁定布加恆沒有藉其前廳長身份直接得益。然而加拿大說客專員則另作調查，並裁定布加恆因未有註冊為說客而違反聯邦說客行為守則。
布加恆從2009年至2018年出任島嶼走廊基金會（Island Corridor Foundation）行政總裁；該會爭取在溫哥華島重設載客鐵路服務。
他與妻子育有四名子女。